# Йолка
«Йо́лка» (от рус. ёлка) — интернет-мем, возникший в результате оговорки президента Украины Виктора Януковича во время его интервью 3 декабря 2010 года, в ходе которого он не мог вспомнить слово «ёлка» на украинском языке — ялынка (укр. ялинка) и после десятисекундной паузы произнёс его на русском языке.

## История

### Интервью Януковича 3 декабря 2010 года
Мем возник в результате оговорки Президента Украины Виктора Януковича, произошедшей 3 декабря 2010 года, когда он объяснил ликвидацию палаточного городка предпринимателей, протестовавших против принятия Налогового кодекса Украины, необходимостью подготовки киевской площади Независимости к новогодним праздникам. Янукович, выступая на украинском языке, во время этого пояснения вместо украинского слова «ялинка», которое он не смог вспомнить, после долгой паузы произнёс его аналог на русском языке — «ёлка»:

Сегодня в Киеве уже устанавливается на том месте, где стояли палатки пикетчиков… Сегодня уже устанавливается новогодняя… ёлка, и люди начнут очень-очень скоро праздновать Новый год. Мы поддерживаем желание киевлян жить в покое, в стабильной ситуации, будем все делать для того, чтобы это происходило всегда, было хорошее настроение.
Оригинальный текст (укр.)Сьогодні в Києві вже встановлюється на тому місці, де вчора стояли палатки пікетувальників... Сьогодні вже встановлюється новорічна... йолка, і люди почнуть дуже-дуже скоро святкувати Новий рік. Ми підтримуємо бажання киян жити в спокої, в стабільній ситуації, будемо все робити для того, щоб це відбувалось завжди, був гарний настрій.

Пауза, длившаяся около десяти секунд, во время которой Янукович пытался вспомнить необходимое слово, стала поводом для шуток и сарказма. В частности, в Интернете появились юмористические ролики, в которых скорость мысли президента сравнивалась с бегом 100-метровки Усэйна Болта, или же длительная пауза объяснялась действиями суфлёра, который диктовал речь.
Мем оказался очень популярен в украиноязычном сегменте интернета.

### «Йолка» в фольклоре Евромайдана
Во время событий Евромайдана в 2013—2014 годах слово «йолка» использовалось протестующими для обозначения не установленной до конца коммунальными службами Киева 30 ноября — 1 декабря 2013 года новогодней ёлки на площади Независимости, причинами установки которой обосновывался силовой разгон палаточного городка майдана 29-30 ноября 2013 года. Лексема «йолка» стала одним из центральных символов протеста, по оценкам авторов И. Гунчик и Ю. Горблянского, настоящим эпицентром локализации разнообразных фольклорных текстов и афоризмов «Революции достоинства» — данная конструкция недостроенной ёлки была обклеена самодельными плакатам сатирически-обличительного и революционно-призывного содержания.
Каркас этой ёлки простоял до 14 августа 2014 года.

## Лингвистический анализ
Украинский филолог Н. Трач пишет, что, по терминологии нидерландского лингвиста Тёна ван Дейка, лексема «йолка» представляет собой «локальную семантику». Сформированная на границе русского и украинского языков, она имеет не только суржиковый оттенок, но и историю создания, связанную с особенностями идиолекта Януковича.
Высказывание Януковича называется филологом Е. С. Огаренко парадоксальным аспектом политической коммуникации, связанный с непроизвольной трансформацией слова «ёлка» в знак «йолка», вследствие которого исходное значение «вечнозелёное дерево с иголками» трансформировалось
в значение «украинский президент, плохо знающий украинский язык».